# Morris Cohen (Metallurg)
Morris Cohen (* 27. November 1911 in Chelsea (Massachusetts); † 27. Mai 2005 in der Swampscott) war ein US-amerikanischer Metallurge und Materialwissenschaftler, Professor am Massachusetts Institute of Technology (MIT).
Cohen begann sich schon als Jugendlicher für Metallurgie zu interessieren – seine Familie stellte auf Blei basierende Legierungen für Druck-Letter und Lötmaterial her. Er studierte am MIT mit dem Bachelor-Abschluss 1933 und der Promotion 1936. Ab 1937 war er Assistant Professor und ab 1946 Professor für Metallurgie am MIT. 1975 wurde er dort Institute Professor (die höchste Ehre des MIT) und 1982 emeritierte er.
Im Manhattan Project entwickelte er in Chicago die Brennstäbe für den ersten Kernreaktor (geleitet von Enrico Fermi). Er leistete wichtige Beiträge zur Metallurgie von Eisen und Stahl.

## Auszeichnungen
- 1950 Mitglied der American Academy of Arts and Sciences
- 1968 Goldmedaille der American Society of Metals (ASM)
- 1968 Mitglied der National Academy of Sciences
- 1970 Goldmedaille des Japan Institute of Metals.
- 1987 Kyoto-Preis
- 1976 National Medal of Science

Er war mehrfacher Ehrendoktor und nach seinem ersten China-Besuch 1980 Ehrenprofessor der Universität für Wissenschaft und Technologie in Peking und des Pekinger Instituts für Aeronautik und Astronautik.